# نهر آ (مونستر)

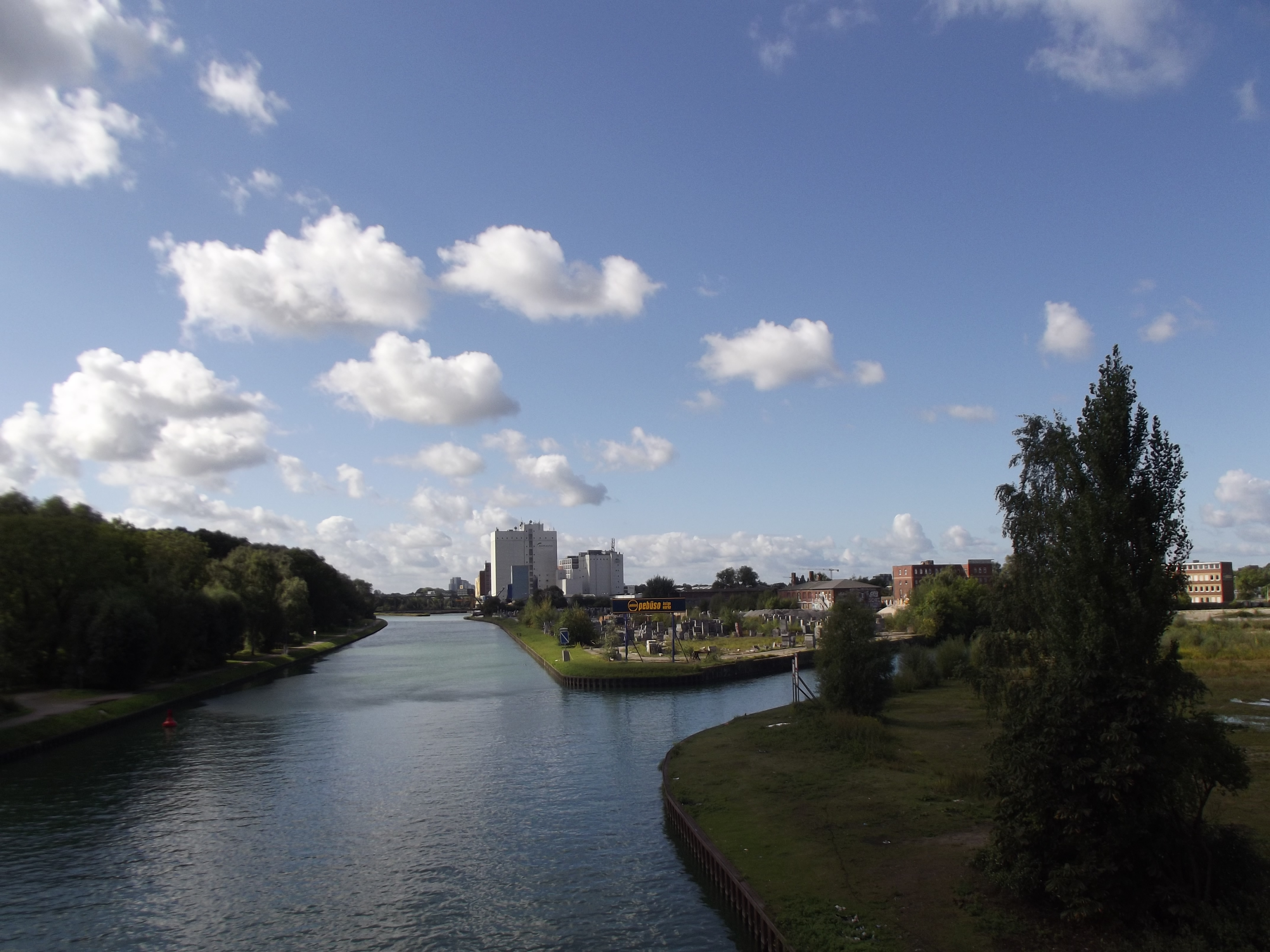
نهر الآ بمونستر، يرى من فوق كوبري

نهر آ هو نهر يجري في منطقة مونستر بوستفاليا، ألمانيا، وهو الرافد الأيسر لنهر إمس. يبدأ نهر آ المونستري بالقرب من بلدية هافيكسبيك ثم إلى الشمال نحو غريفن، حيث يصب في نهر الإمس. والطول الكلي لنهر الآ هو 30 كم.
1. ↑   http://www.lanuv.nrw.de/fileadmin/lanuv/wasser/pdf/Gewaesserverzeichnis%20GSK3C.xls. اطلع عليه بتاريخ 2017-07-17. {{استشهاد ويب}}: |url= بحاجة لعنوان (مساعدة) والوسيط |title= غير موجود أو فارغ (من ويكي بيانات) (مساعدة)